# الصمت (فلم)
فلم يحكي عن ماضي الكويت في الغوص وصيد السمك ويمثل في هذا الفلم فنانون من جيل الرواد. 
عرض في مارس 1980
تأليف : عبد الرحمن الضويحي  
إخراج : هاشم محمد الشخص.

## الممثلون
- حياة الفهد
- خالد النفيسي
- مريم الغضبان
- إبراهيم الصلال
- خالد العبيد
- أحمد الصالح
- علي البريكي
- سالم الفقعان
- باسمة حمادة
- زينب الضاحي
- وفاء العامر
- فيحان العريبد
- عبد الله غلوم